# ゼロいち
『ゼロいち』は、北日本放送（KNBテレビ）で2013年4月7日から2018年3月18日まで毎週日曜日12:00 -12:55に放送されていたローカルワイドバラエティ番組である。

## 概要
- 2001年から12年にわたり富山県民に親しまれ、放送されていた『ラブぽけ』の終了に伴い、曜日や時間を変えて同じく生放送（一部録画放送）されていた。
- 『ラブぽけ』の後継番組であった。
- 放送時間が番組名の由来ともなっている。
- 2018年4月より金曜19時台に自社制作枠が移り、自社制作番組のワンエフが立ち上げられた。

## 放送時間
全て日本時間（JST）で記す。
| 期間     | 期間      | 放送時間（JST）       |
| -------- | --------- | --------------------- |
| 2013.4.7 | 2018.3.18 | 12:00 - 12:55（55分） |

## 出演者
MC
- 庄司幸寛（ラブぽけからの続投。）
- 柴田泰佳

レギュラー
- フィッシュ&チップス
  - 金本和幹
  - 伊藤委裕

準レギュラー
- 夢羽美友（2017年4月2日から）

母心実験中! など
- 母心
  - 嶋川武秀
  - 関あつし

## 過去の出演者
MC
- 武道優美子
- 粟島佳奈子

## 放送内容

### 主なコーナー
レギュラー
- ゼロいち特集
- 母心実験中!
  - 北日本放送のキャッチコピー「KNB実験中!」にちなんで、漫才コンビ・母心が様々なチャレンジに挑む。
- 富山の旨い店リレー ガチメシ
  - ラブぽけからの継続。SEASON01（ゼロいち）の副題が付けられている。
- めばえ 今週、生まれました
  - 今週富山で生まれた赤ちゃんを紹介するエンディングコーナー。BGMとして熊木杏里の「誕生日」が流れていた。

など
不定期
- ガイロク ～ケンミンに徹底調査!～
- フィッシュ&チップスのさかなの達人
- 庄司ロードSHOW!
  - 今後公開される映画を庄司が紹介する。タイトルは金曜ロードSHOW!のパロディである。
- かいこと 〜高原兄のわらしべ長者の旅〜
  - いっちゃん☆KNBで放送されたものを再放送していた。
- 池田聡の美魔女Lesson
  - 毎月1回、いっちゃん☆KNBで放送されたものを再放送していた。

など

### 過去の主なコーナー
レギュラー
- ゼロいちカレンダー
  - 今週のイベントを、タブレット端末を用いて紹介していた。

など
不定期
- 粟島佳奈子のプレゼンアワー
- くちこみ☆TOYAMAP
  - いっちゃん☆KNBで放送されたものを再放送していた。

など

## 使用曲
ジングル
THE HIGH-LOWS「日曜日よりの使者」
エンディングテーマ
BONNIE PINK「A Perfect Sky」
母心実験中!
ザ・ビートルズ「プリーズ・プリーズ・ミー」
めばえ 今週、生まれました
熊木杏里「誕生日」

## 関連番組
- ラブぽけ - 前身番組
- パブぽけ
- いっちゃん☆KNB
- いち☆スタ